# Vranov nad Dyjí

Vranov nad Dyjí (németül Frain) település Csehországban, a Znojmói járásban.  Lakosainak száma 843 fő (2024. január 1.).

## Fekvése

### Közeli települések
Vranov nad Dyjí Štítary, Horní Břečkov, Podmyče, Onšov és Lančov településekkel határos.

## Képgaléria

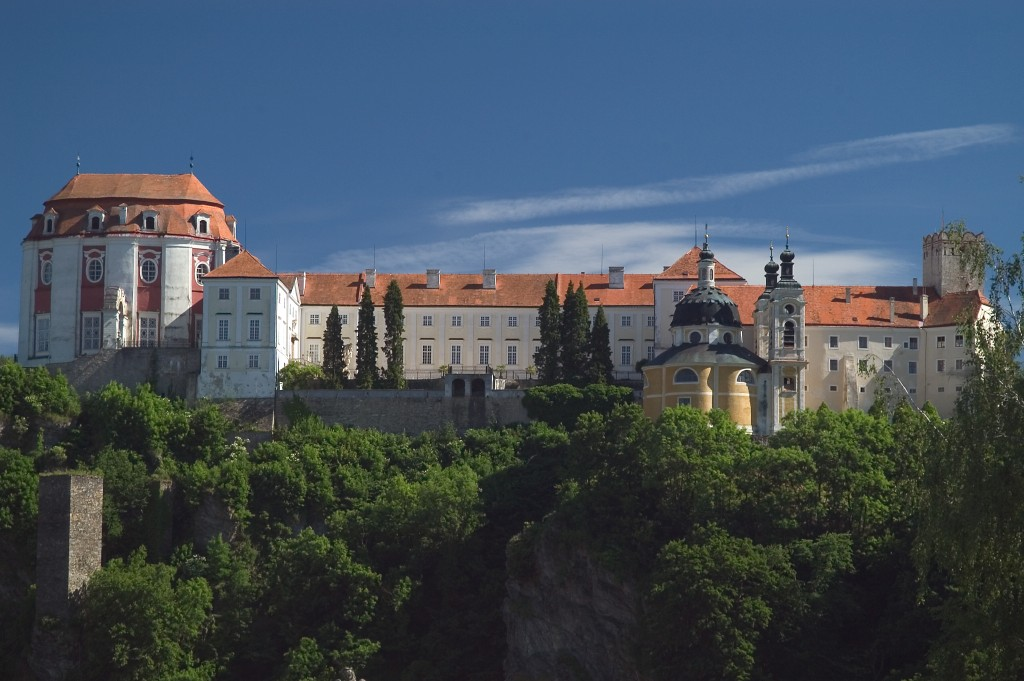
A kastély
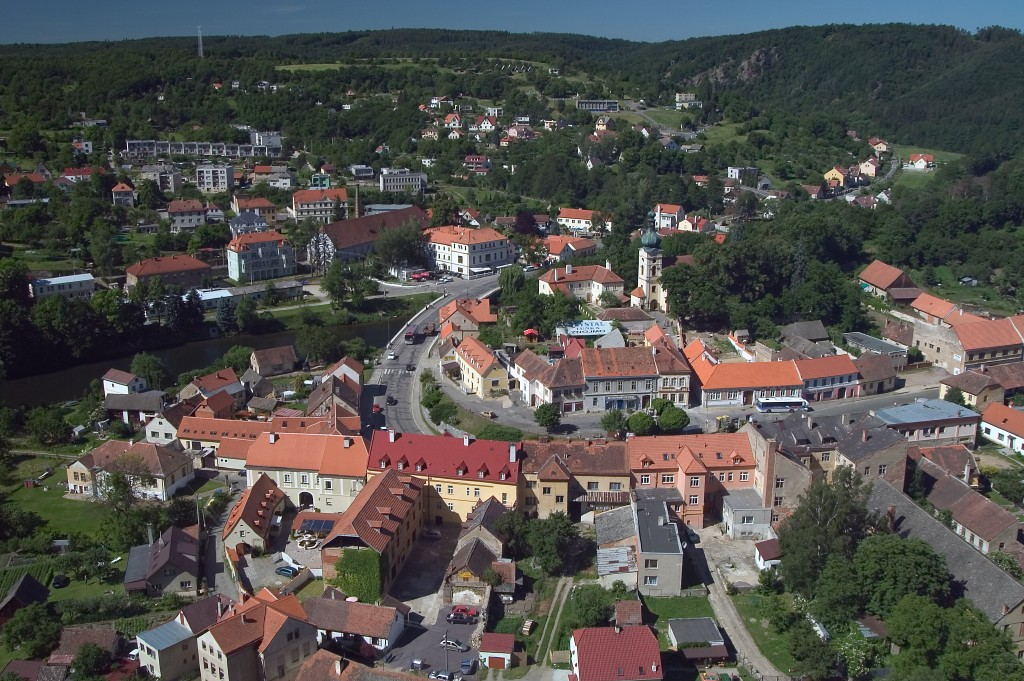
Légifelvételen
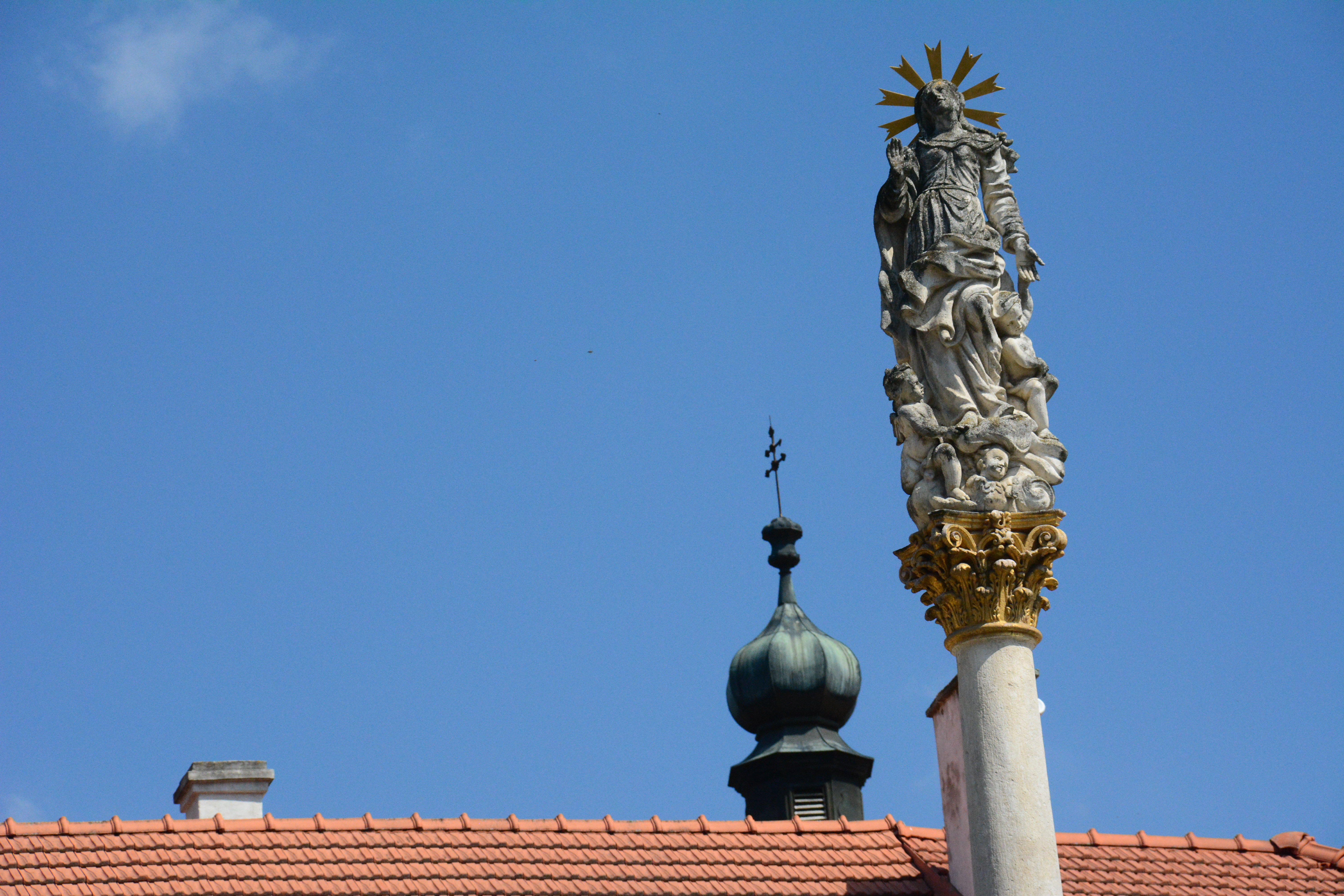
Máriaoszlop

## Népesség
A település lakosságának változását az alábbi diagram mutatja:

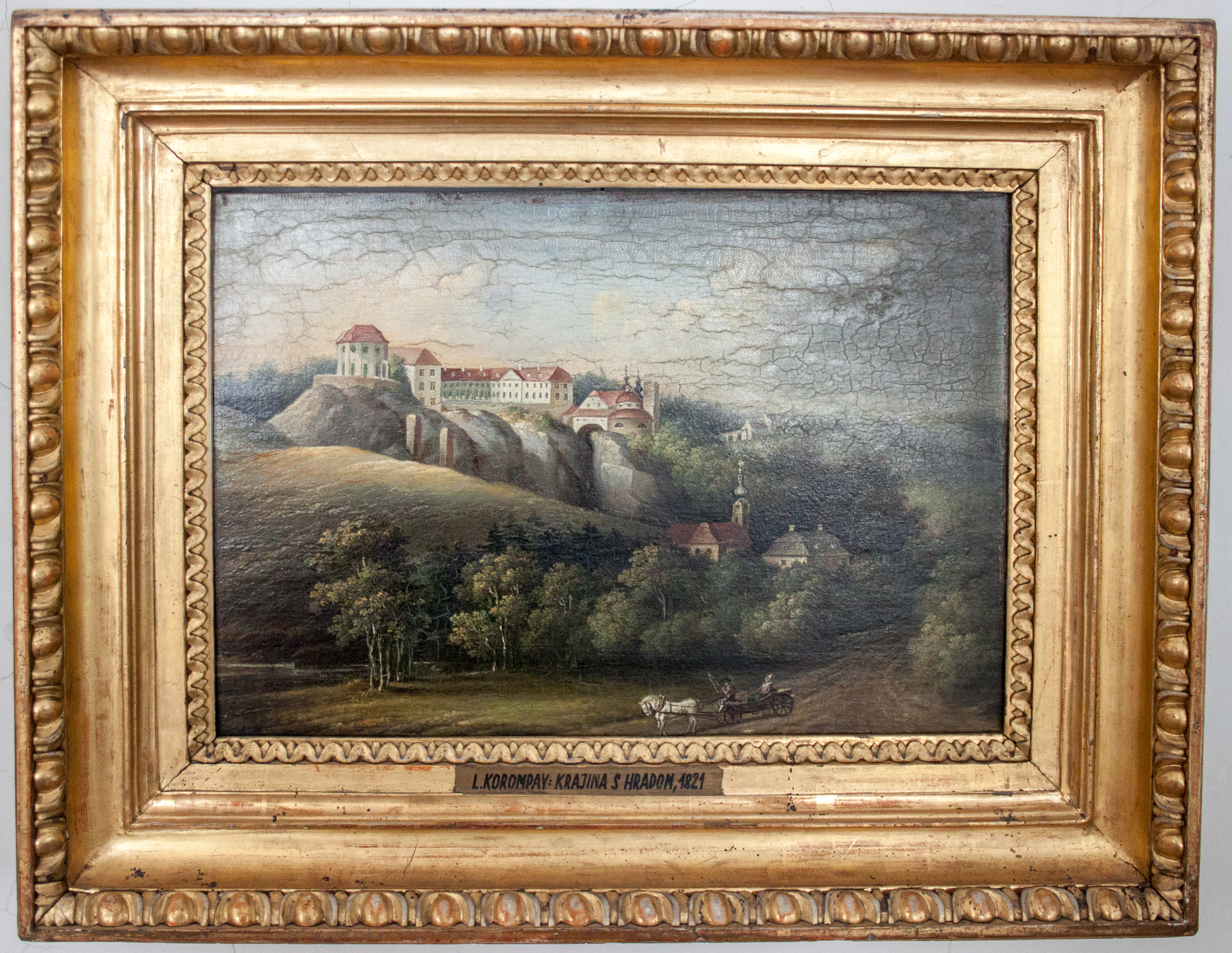
Korompay Leopold festménye a helység váráról, 1821

| Lakosok száma | 1066 | 1052 | 1146 | 938  | 976  | 919  | 819  | 828  | 750  | 843  |
|               | 1869 | 1890 | 1921 | 1950 | 1980 | 2001 | 2017 | 2019 | 2022 | 2024 |